# Турска на Светском првенству у атлетици на отвореном 2011.
Турска је на 13. Светском првенству у атлетици на отвореном 2011. одржаном у Тегу од 27. августа до 4. септембра учествовала тринаести пут, односно учествовала је на свим светским првенствима одржаним до данас. Репрезентацију Турске представљало је 20 такмичара (6 мушкараца и 14 жена), који су се такмичили у 16 дисциплина (5 мушких и 11 женских).,
На овом првенству Турска није освојила ниједну медаљу нити је остварила неки рекорд.
У табели успешности према броју и пласману такмичара који су учествовали у финалним такмичењима (првих 8 такмичара) Турска је са 3 учесника у финалу делила 41. место са 7 бодова.
| Плас. | Земља  | 1. место | 2. место | 3. место | 4. место | 5. место | 6. место | 7. место | 8. место | Бр. финал. | Бод. |
| ----- | ------ | -------- | -------- | -------- | -------- | -------- | -------- | -------- | -------- | ---------- | ---- |
| =41.  | Турска | 0        | 0        | 0        | 0        | 1        | 0        | 1        | 1        | 3          | 7    |

## Учесници
| Мушкарци: - Бекир Карајел — Маратон - Реџеп Челик — 20 км ходање - Еркимент Олгундениз — Бацање диска - Ешреф Апак — Бацање кладива - Фатих Ерјилдирим — Бацање кладива - Фатих Аван — Бацање копља | Жене: - Пинар Сака — 400, 4х400 м - Мерве Ајдин — 800 - Тугба Којунџу — 1.500 - Асли Чакир — 1.500 - Алемиту Бекеле — 5.000 - Бахар Доган — Маратон - Невин Јанит — 100 м препоне - Nagihan Karadere — 400 м препоне, 4х400 м - Birsen Engin — 400 м препоне, 4х400 м - Биназ Услу — 3.000 м препреке - Гулџан Мингир — 3.000 м препреке - Meliz Redif — 4х400 м - Семиха Мутлу — 20 км ходање - Карин Меј Мелис — Скок удаљ |  |

## Резултати

### Мушкарци
| Атлетичар           | Дисциплина     | Лични рекорд | Квалификаије | Квалификаије | Полуфинале | Полуфинале  | Финале                | Финале       | Детаљи |
| Атлетичар           | Дисциплина     | Лични рекорд | Резултат     | Место        | Резултат   | Место       | Резултат              | Место        | Детаљи |
| ------------------- | -------------- | ------------ | ------------ | ------------ | ---------- | ----------- | --------------------- | ------------ | ------ |
| Бекир Карајел       | Маратон        | 2:16:41      |              |              |            |             | 2:33:20 ЛРС           | 47 / 51 (67) |        |
| Реџеп Челик         | 20 км ходање   | 1:22:31 НР   | 1:25:39      | 24 / 35 (46) |            |             |                       |              |        |
| Ерцимент Олгундениз | Бацање диска   | 66,89 НР     | 60,86        | 13. у гр. Б  |            |             | Нису се квалификовали | 24 / 30 (33) |        |
| Ешреф Апак          | Бацање кладива | 81,45 НР     | 73,38        | 9. у гр. А   | 18 / 35    |             | Нису се квалификовали |              |        |
| Фатих Ерјилдирим    | Бацање кладива | 75,90        | 69,37        | 13. у гр. Б  | 28 / 35    |             | Нису се квалификовали |              |        |
| Фатих Аван          | Бацање копља   | 84,69 НР     | 81,94 кв     | 2. у гр. Б   | 83,34      | 5 / 36 (37) |                       |              |        |

### Жене
| Атлетичарка                                             | Дисциплина       | Лични рекорд | Квалификаије     | Квалификаије     | Полуфинале            | Полуфинале            | Финале                | Финале                | Детаљи |
| Атлетичарка                                             | Дисциплина       | Лични рекорд | Резултат         | Место            | Резултат              | Место                 | Резултат              | Место                 | Детаљи |
| ------------------------------------------------------- | ---------------- | ------------ | ---------------- | ---------------- | --------------------- | --------------------- | --------------------- | --------------------- | ------ |
| Пинар Сака                                              | 400 м            | 53,04        | Дисквалификована | Дисквалификована | Није се квалификовала | Није се квалификовала | Није се квалификовала | Није се квалификовала |        |
| Мерве Ајдин                                             | 800 м            | 2:00,33 НР   | 2:04,88          | 6. у гр. 2       | Није се квалификовала | Није се квалификовала | Није се квалификовала | 29 / 32 (36)          |        |
| Тугба Којунџу                                           | 1.500 м          | 4:03,41      | 4:10,38 КВ       | 1. у гр. 2       | 4:08,58 КВ            | 1. у гр. 1            | 4:08,14               | 8 / 28 (35)           |        |
| Асли Чакир                                              | 1.500 м          | 4:04,8h      | Дисквалификована | Дисквалификована | Дисквалификована      | Дисквалификована      | Нису се квалификовале | Нису се квалификовале |        |
| Алемиту Бекеле                                          | 5.000 м          | 15:05,85     | Дисквалификована | Дисквалификована |                       |                       | Нису се квалификовале | Нису се квалификовале |        |
| Бахар Доган                                             | Маратон          | 2:34:53      |                  |                  |                       |                       | Дисквалификована      | Дисквалификована      |        |
| Невин Јанит                                             | 100 м препоне    | 12,63 НР     | 13,07 кв, ЛРС    | 5. у гр. 1       | 13,31                 | 7. у гр. 1            | Није се квалификовала | 22 / 38 (39)          |        |
| Nagihan Karadere                                        | 400 м препоне    | 55,09 НР     | 56,76            | 5. у гр. 4       | Нису се квалификовале | Нису се квалификовале | Нису се квалификовале | 24 / 38               |        |
| Birsen Engin                                            | 400 м препоне    | 56,15        | 57,22            | 6. у гр. 3       | Нису се квалификовале | Нису се квалификовале | Нису се квалификовале | 29 / 38               |        |
| Биназ Услу                                              | 3.000 м препреке | 9:33,50      | Дисквалификована | Дисквалификована |                       |                       | Дисквалификована      | Дисквалификована      |        |
| Гулџан Мингир                                           | 3.000 м препреке | 9:39,83      | 10:04,83         | 5. у гр. 2       | Није се квалификовала | 21 / 26 (33)          |                       |                       |        |
| Nagihan Karadere, Birsen Engin, Meliz Redif, Пинар Сака | 4 х 400 м        | 3:29,40 НР   | Дисквалификована | Дисквалификована | Није се квалификовала | Није се квалификовала |                       |                       |        |
| Семиха Мутлу                                            | 20 км ходање     | 1:37:06      |                  |                  |                       |                       | Није завршила трку    | Није завршила трку    |        |
| Карин Меј Мелис                                         | скок удаљ        | 6,87 НР      | 6,52 кв          | 7. у гр. Б       |                       |                       | 6,44                  | 7 / 33 (36)           |        |